# Lamont (zespół muzyczny)
Lamont powstał w 2002 roku w Malmö, Szwecja. Stworzyła go piątka przyjaciół, których celem było nie tylko granie muzyki, jakiej nikt wcześniej nie słyszał, ale i granie koncertów, jakich nikt dotąd nie widział. Swoją muzykę określają, jako mieszankę rocka, swingu i glamu.
Ich debiutancki album „The Golden Daze” miał swoją premierę 1 listopada 2007 roku. Był on również dostępny za zgodą zespołu na popularnej stronie z torrentami ThePirateBay.org. Plik został pobrany ponad 100 000 razy w ciągu pierwszych 24 godzin od jego opublikowania. Wszystkie teksty piosenek są autorstwa Larsa Kjelldéna oraz Kristofera Åkessona.
Ola Salo (The Ark) – współprodukcja „Serendipity”

Ola Salo i Jens Andersson (The Ark) – produkcja „Rather Do It”. Zmiksowane przez Jensa Anderssona oraz Andersa Johanssona.

Oskar Humlebo (Moto Boy) – dodatkowy wokal, produkcja płyty

Maria Lilja – dodatkowy wokal w „Rather Do It”

## Muzycy
- Kristofer Åkesson – śpiew
- Lars Kjelldén – gitara
- David Lundén – gitara basowa
- Kristina Kjelldén – klawisze, wiolonczela
- Henrik Johansson (Mr. Hank) – perkusja

## Dyskografia

### Albumy studyjne
- The Golden Daze (2007)